# Liste des autoroutes de l'Allemagne

Signalisation routière de la frontière avec l'Allemagne

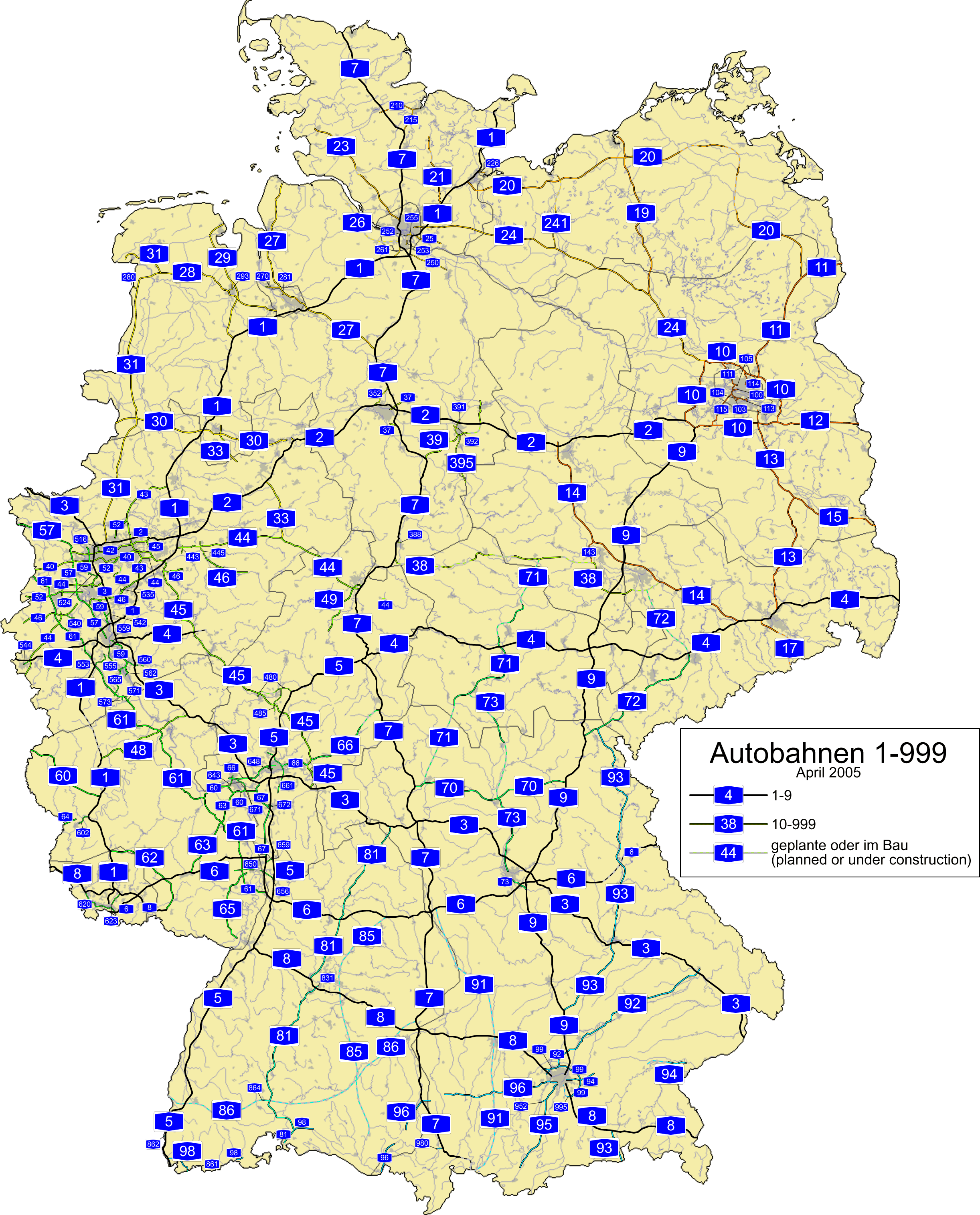
Toutes les autoroutes d'Allemagne

Ceci est la liste de toutes les autoroutes d'Allemagne. En allemand, les autoroutes sont appelées Bundesautobahn (au pluriel Bundesautobahnen, abrégé BAB), terme qui signifie autoroute fédérale.
Ce réseau d'autoroutes participent aux réseaux autoroutiers européens.

## Classification
Seules les autoroutes de responsabilité fédérale suivant certains standards de construction comprenant aux moins deux voies par sens de circulation sont appelées Bundesautobahn. Elles disposent de leur propre numérotation, écrite en blanc sur fond bleu, comme en France. Dans les années 1930, lorsque la construction du système a commencé, le nom officiel était Reichsautobahn.
D'autres routes à caractère autoroutier existent, au niveau fédéral (Bundesstraße), des Länder (Landesstraße), des districts, et municipaux. Elles ne font pas partie du réseau autoroutier Autobahn et sont officiellement dénommées Kraftfahrstraße (à de rares exceptions, comme la  A 995 Munich-Giesing–Brunntal). Ces routes sont considérées autobahnähnlich (similaires à des autoroutes) et sont parfois appelées Gelbe Autobahn (autoroutes jaunes) parce que la plupart sont des Bundesstraßen (routes fédérales) dont la numérotation est jaune. Certaines de ces semi-autoroutes sont classées Bundesautobahn bien qu'elles ne respectent pas certains standards de construction (par exemple l'A 62 près de Pirmasens).

## Construction

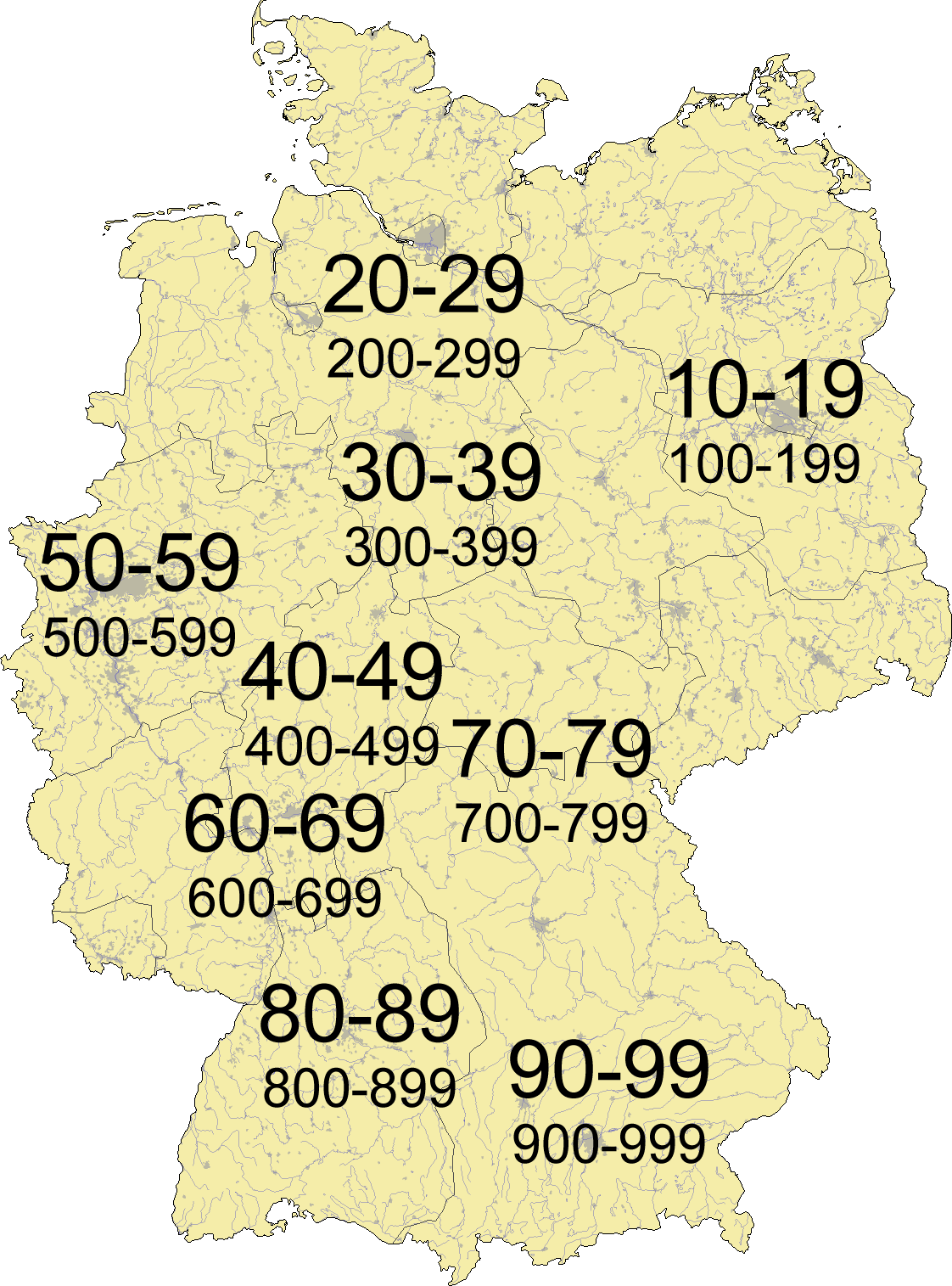
Plan de numérotation des autoroutes 10 à 999

Les autoroutes allemandes Autobahn disposent de plusieurs voies de circulation dans chaque sens, séparées par un terre-plein central ou une barrière centrale, des jonctions par croisement dénivelé et une restriction d'accès aux seuls véhicules à moteur capable d'une vitesse d'au moins 60 km/h. Toutes les sorties sont sur la droite. Les premières autoroutes étaient pourvues de bandes d'arrêt d'urgence de 60 cm de largeur et construites de matériaux variés ; la plupart des bandes d'arrêt de droite ont ensuite été élargis à 120 cm de largeur lorsque l'on a réalisé que les voitures nécessitaient cet espace additionnel pour s'arrêter sur le bord de l'autoroute en toute sécurité. Dans les années d'après-guerre, les bandes d'arrêt ont été améliorées . La vitesse maximale de conception était approximativement de 160 km/h sur terrain plat, mais des vitesses de conception moindres ont été utilisées sur les terrains situés dans les collines et les montagnes. Une autoroute en terrain plat construite avant la fin de la seconde guerre mondiale pouvait supporter des vitesses de 150 km/h dans les courbes selon les critères de l'époque.
Le système de numérotation actuel des autoroutes allemandes a été introduit en Allemagne en 1974. Toutes ces Autobahn sont numérotées en utilisant la lettre A — similaire à celle utilisée dans les pays méditerranéens — qui en Allemagne signifie Autobahn suivie d'un espace et du numéro, comme A 8. Les principales autoroutes qui traversent toute l'Allemagne ne sont numérotées que d'un seul chiffre. Les autoroutes plus courtes, d'importance régionale (par exemple celles qui connectent deux villes ou régions majeures d'Allemagne), ont une numérotation à deux chiffres (par exemple l'A 24, connecte Berlin à Hambourg). Le système est comme suit :
- A 10 à A 19 dans l'ex-RDA (Berlin, Saxe-Anhalt, une portion de la Saxe et le Brandebourg)
- A 20 à A 29 au nord et nord-est de l'Allemagne
- A 30 à A 39 en Basse-Saxe et Thuringe
- A 40 à A 49 en Rhin-Ruhr jusqu'à la Région Rhin-Main
- A 50 à A 59 en Basse-Rhénanie jusqu'à Cologne
- A 60 à A 69 en Rhénanie-Palatinat, Sarre et Hesse
- A 70 à A 79 en Thuringe, Bavière du nord et certaines parties de Saxe
- A 80 à A 89 en Bade-Wurtemberg
- A 90 à A 99 en Bavière

Certaines très courtes routes à caractère autoroutier ne sont construites que pour le trafic local — par exemple les périphériques ou l'A 555 de Cologne à Bonn — sont généralement numérotées avec trois chiffres. Le premier chiffre correspond au système précédent, en fonction de la région. Les routes est-ouest ont toujours un numéro pair, les nord-sud un numéro impair.
Les numéros sont attribués par ordre croissant d'ouest en est et du nord au sud.

## Histoire

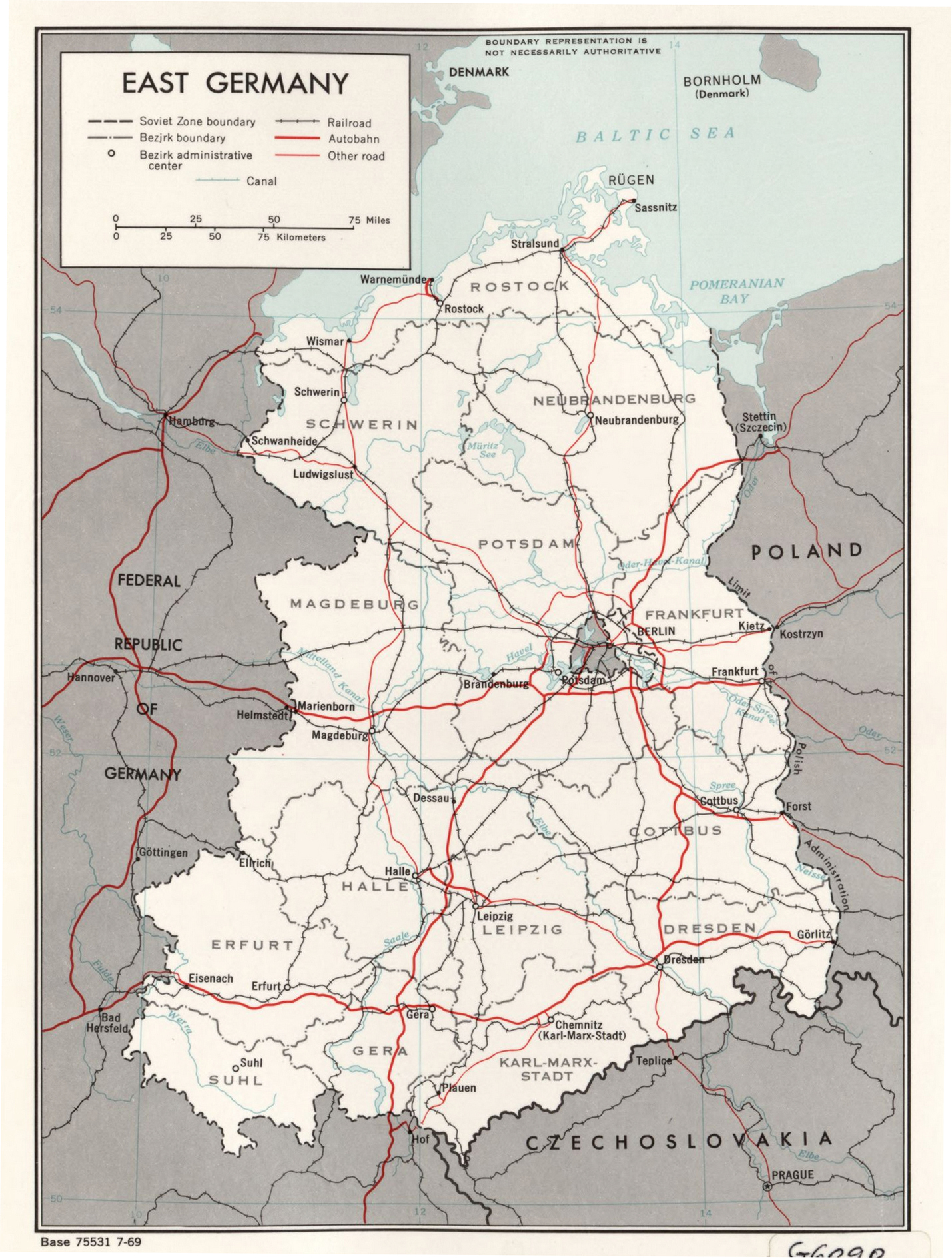
Carte des autoroutes en Allemagne de l'Est en 1969

## Densité
En 2013, le réseau autoroutier allemand est d'une longueur totale de 12 845 km, ce qui est de l'ordre de grandeur de la longueur des routes européennes parcourant le pays: réseau RTE-T = 8522+1544 km et réseau E = 8522 + 1438 km.
Depuis 2009, l'Allemagne s'est lancée dans un vaste projet d'élargissement massif et de réhabilitation, augmentant le nombre de voies de nombreuses artères majeures, comme l'A5 dans le sud ouest et l'A8 d'est en ouest.
La plupart des sections des autoroutes allemandes sont modernes, contenant deux ou trois, parfois quatre voies en plus de la bande d'arrêt d'urgence.
Peu d'autres sections restent dans l'état ancien, avec deux voies, sans bande d'arrêt d'urgence, et des voies d'accès courtes.

## Équipements

### Téléphones d'urgence
Environ 16 000 téléphones d'urgence sont répartis à intervalles réguliers tout le long du réseau d'autoroutes, des autocollants triangulaires sur les barrières armco indiquent le chemin le plus court vers un téléphone. En dépit du nombre croisant de téléphones mobiles, environ 700 appels sont réalisés quotidiennement en moyenne.
Pour permettre au service d'urgence ou à l'assistance routière de venir au bon endroit, le point kilométrique doit être donné au cours de l'appel téléphonique.

### Stationnement, aires de repos et arrêts routiers

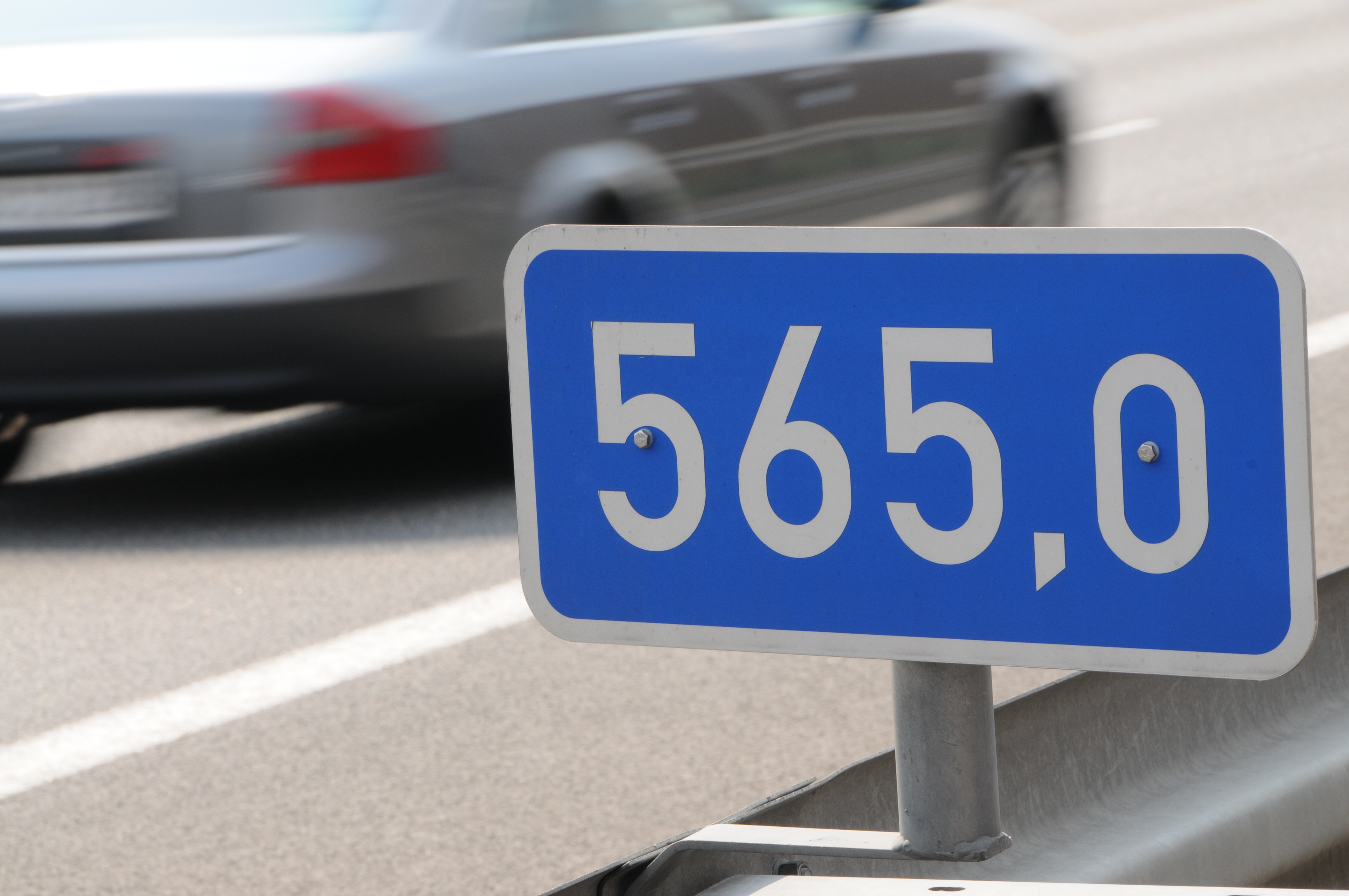
Panonceau annonçant le point kilométrique 565,0 sur l'autoroute fédérale allemande n°6 (Bundesautobahn 6), à proximité de Mannheim.

Pour les arrêts au cours des longs voyages, des sites de stationnement, des aires de repos et des arrêts routiers sont répartis sur l'entièreté du réseau d'autoroutes. Le stationnement sur l'autoroute est strictement interdit en dehors de ces parcs de stationnement. Il existe une distinction entre les aires de repos « gérées » et les aires de repos « non gérées » (En allemand: bewirtschaftet / unbewirtschaftet).
 Les aires de repos non gérées sont essentiellement des espaces de stationnement, parfois équipés de toilettes. Elles font partie du système routier allemand ; la parcelle de terrain est une propriété fédérale. Les accès à ces aires de stationnement sont indiqués 200m à l'avance par un signe bleu et la lettre "P". Elles se trouvent à des distances courtes les unes des autres.
Une aire de repos gérée (en allemand : Autobahnraststätte abrégé en Raststätte) est une sorte d'aire de service qui comprend souvent une station essence, des toilettes et des zones change/bébé. Beaucoup d'aires de services disposent également de restaurants, de boutique, de téléphones publics, d'accès internet et d'aires de jeu et certaines ont des hôtels. Elles souvent espacées d'environ cinquante kilomètres. Les aires de services sont généralement ouvertes toute la nuit.
Les deux types d'aire de repos sont directement adjacentes à l'autoroute, avec leurs propres accès, et les éventuels routes d'accès de services les connectant au réseau non-autoroutier sont généralement non accessibles au trafic général : l'autoroute ne peut pas être quittée par une aire de repos.
 Les arrêts routiers (en allemand Autohof, pluriel Autohöfe) sont plus rares.
Les aires de repos et les arrêts routiers sont indiqués plusieurs fois, en commençant plusieurs kilomètres en amont, avec des panneaux plus larges qui indiquent souvent des icônes pour annoncer quels types de services sont proposés aux voyageurs.

## Vitesses pratiquées
Le gouvernement fédéral ne mesure pas ni n'estime régulièrement les vitesses de circulation. Une étude a rapporté dans un journal d'ingénierie des transports une perspective historique sur l'augmentation des vitesses de circulation sur une décennie, comme montré ci-dessous.
| Parameters                     | Année  | Année  | Année  |
| (pour les véhicules légers)    | 1982   | 1987   | 1992   |
| ------------------------------ | ------ | ------ | ------ |
| Vitesse moyenne (km/h)         | 112,3  | 117,2  | 120,4  |
| vitesse du 85e centile         | 139,2  | 145,1  | 148,2  |
| Pourcentage dépassant 130 km/h | 25,0 % | 31,3 % | 35,9 % |

Source: Kellermann, G: Geschwindigkeitsverhalten im Autobahnnetz 1992. Straße+Autobahn, Issue 5/1995.
Le Bureau fédéral de l'environnement a rapporté que, sur un tronçon de 1992, la vitesse médiane enregistrée était de 132 km/h avec 51 % des conducteurs excédant la vitesse recommandée.
En 2006, les vitesses ont été enregistrées en utilisant des boucles de détection automatique dans le Land de Brandebourg à deux points : sur une section à 6 voies de l'A9 à proximité de Niemegk avec une vitesse libre conseillée de 130 km/h ; et sur une 4 voies de l'A10 contournant Berlin à proximité de Groß Kreutz avec une vitesse limitée à 120km/h. Les résultats sont montrés ci-dessous :
| Vitesse médiane           | Autobahn cross-section   | Autobahn cross-section          |
| Réglementation de vitesse | libre 130 km/h conseillé | libre 120 km/h vitesse maximale |
| Classe de véhicules       | A9 (6 voies)             | A10 (4 voies)                   |
| ------------------------- | ------------------------ | ------------------------------- |
| Automobiles               | 141.8                    | 116.5                           |
| Camions                   | 88.2                     | 88.0                            |
| Bus                       | 97.7                     | 94.4                            |
| Tous véhicles             | 131.9                    | 110.1                           |

Lors de la peak times sur l'A9, plus de 60 % des conducteurs excèdent la vitesse maximum conseillée de 130 km/h, plus de 30 % des conducteurs excèdent 150 km/h, et plus de 15 % excèdent 170 km/h — ou en d'autres termes la vitesse dite du « 85e centile » dépassait de 40 km/h la vitesse conseillée.
En 2020, 73% du kilométrage des voies sur les autoroutes allemandes n'ont pas de limitation de vitesse. Lorsqu'une limitation de vitesse est présente, elle est généralement de 120 km/h, et entre en vigueur dans des zones à risque, comme la jonction de plusieurs autoroutes ou l'entrée dans des zones de protection de l'environnement. Il est également important de noter que même en cas de météo pluvieuse, aucune limitation de vitesse n'est obligatoire.

## Paiement
Le 1er janvier 2005, un nouveau système est entré en service pour les péages obligatoires (Mautpflicht) sur les poids lourds de plus de 12 tonnes qui utilisent le système autoroutier allemand (LKW-Maut). Le gouvernement allemand a fait affaire avec une société privée, la Toll Collect GmbH, pour gérer le système de collecte des paiements, qui a nécessité l’utilisation de transpondeurs montés dans les véhicules et de capteurs montés sur les autoroutes au travers de l'Allemagne. Le paiement est calculé en fonction de la route à péage, ainsi que de la classe de pollution du véhicule, de son poids et de son nombre d'essieux. Certains véhicules, comme les bus ou les véhicules d'urgence, n'y sont pas assujettis. Un utilisateur ordinaire paye 15 centimes d'euro par kilomètre.

## Numérotation

### A 1 à A 9
A 1 Hansalinie
730 km
Fehmarn (île) - Oldenbourg en Holstein - Lübeck - Hambourg - Brême - Osnabrück - Münster - Dortmund - Leverkusen - Cologne - Blankenheim
gap
Daun - Trèves - Sarrebruck

A 2 Ruhr - Berlin
486 km
(A 3) - Oberhausen - Gelsenkirchen - Dortmund - Bielefeld - Minden - Hanovre - Brunswick - Magdebourg - Werder (Berliner Ring)

A 3
778 km
(Utrecht - Arnhem (NL)-) Elten - Wesel - Oberhausen - Duisbourg - Düsseldorf - Leverkusen - Cologne - Wiesbaden - Francfort - Wurtzbourg - Nuremberg / Nürnberg - Ratisbonne - Passau (- Linz (A) - Vienna (A) / Wien)

A 4
515 km
(Bruxelles - Liège (BEL)-) Aix-la-Chapelle - Cologne - Olpe
gap
Kirchheim - Eisenach - Erfurt - Gera - Chemnitz - Dresde - Görlitz (- Wrocław (PL) - Katowice (PL) - Cracovie (PL) - Rzeszów (PL))

A 5 HaFraBa
445 km
Hattenbach - Francfort - Darmstadt - Heidelberg - Karlsruhe - Fribourg-en-Brisgau -( Bâle (CH) - Berne (CH) / Zürich (CH) / Tunnel routier du Saint-Gothard (CH))

A 6 Via Carolina
477 km
(Paris (F) - Metz (F) -) Sarrebruck - Kaiserslautern - Mannheim - Heilbronn - Nuremberg - Amberg - Waidhaus (- Plzeň (CZ) - Prague (CZ))

A 7 part de HaFraBa
964 km
(Aalborg (DK) - Kolding (DK) -) Flensbourg - Hambourg - Hanovre - Göttingen - Cassel - Fulda - Wurtzbourg - Ulm - Füssen (- Reutte (A) - Imst (A))

A 8
497 km
(Luxembourg (LUX) -) Perl - Sarrelouis - Pirmasens
gap
Karlsruhe - Stuttgart - Ulm - Augsbourg - Munich - Bad Reichenhall - (Salzbourg (A) - Villach (A) -Ljubljana (SLO) / Linz (A) - Vienne (A))

A 9
529 km
Potsdam - Leipzig - Bayreuth - Nuremberg - Ingolstadt - Munich

### A 10 à A 19
A 10 Berliner RingAD Schwanebeck - AD Spreeau - Schönefelder Kr. - AD Nuthetal - AD Potsdam - AD Werder - AD Havelland - AK Oranienbourg - AD Pankow - AD Schwanebeck

A 11AD Schwanebeck (Berlin) - Finowfurt - AK Uckermark - Penkun (- Szczecin (PL))

A 12Dreieck Spreeau (Berlin) - Francfort-sur-l'Oder

A 13Kreuz Schönefeld (Berlin) - AD Spreewald - Großräschen - Dresde

A 14Wismar - Schwerin (ancienne A 241) - Magdebourg - Stassfurt - Halle - Leipzig - AD Nossen

A 15AD Spreewald - Cottbus - Forst (- Krzyżowa)

A 16Leipzig – Torgau – Elsterwerda – Hoyerswerda – Weißwasser
A 17Dresde - Heidenau - Pirna (- Bad Gottleuba - Ústí nad Labem - Prague)

A 18Cottbus – Görlitz – Zittau
A 19AD Wittstock - Rostock

### A 20 à A 29
A 20 Ostseeautobahn(Stade - Neumünster - Bad Segeberg) - Lübeck - Wismar - Rostock - Grimmen - Greifswald - Neubrandenbourg - AK Uckermark

A 21(Kiel) - Bad Segeberg - Bargteheide - (Geesthacht)

A 22 KüstenautobahnWesterstede - Jaderberg - Wesertunnel - Bremervörde - Stade (projetée)
A 23 WestküstenautobahnHeide - Itzehoe - Pinneberg - Hambourg

A 24Hambourg - Schwerin - Wittstock - AD Havelland (Berlin)

A 25 MarschenlinieHambourg - Geesthacht

A 26Stade - Horneburg - (Hambourg)
A 27 SchellfischlinieCuxhaven - Bremerhaven - Brême - Walsrode

A 28Leer - Westerstede - Oldenbourg - Delmenhorst

A 29Wilhelmshaven - Oldenbourg - AD Ahlhorner Heide

### A 30 à A 39
A 30(Hengelo, NL) - Rheine - Osnabrück - Bad Oeynhausen

A 31 Emslandautobahn, OstfriesenspießEmden - Leer - Lingen - Gronau - Gladbeck - Bottrop

A 321Nienburg – Schwarmstedt – Celle – Gifhorn – Wolfsbourg – Magdebourg
A 33 Teutoburger-Wald-Autobahn / SenneautobahnOsnabrück - Borgholzhausen

Bielefeld - Paderborn - AK Wünnenberg-Haaren
A 37 MesseschnellwegBurgdorf - Hanovre-Misburg
Hanovre Messe - AD Hanovre-Süd
A 38 SüdharztangenteGöttingen - Nordhausen - Halle - Leipzig

A 39 Salzgitter-Autobahn(Hambourg) - Wolfsbourg - Brunswick - AD Salzgitter

### A 40 à A 49
A 40 RuhrschnellwegVenlo - Moers - Duisbourg - Oberhausen - Essen - Gelsenkirchen - Bochum - Dortmund

A 41Dorsten-Rhade – Gelsenkirchen – Sprockhövel
A 42 EmscherschnellwegKamp-Lintfort - Duisbourg - Oberhausen - Bottrop - Gelsenkirchen - Herne - Castrop-Rauxel - Dortmund

A 43Münster - Recklinghausen - Herne - Bochum - Witten - Wuppertal

A 44 DüBoDo / Hellweglinie
Aix-la-Chapelle - Jackerath
Mönchengladbach
Mönchengladbach - Willich - Düsseldorf - Ratingen
Bochum - Witten
Dortmund - Soest - Cassel - (Eisenach)

A 45 SauerlandlinieDortmund - Siegen - Wetzlar - Hanau - Aschaffenburg

A 46Heinsberg - Grevenbroich - Neuss - Düsseldorf - Hilden - Wuppertal
Hagen - Iserlohn - Hemer - (Menden) - Arnsberg - Bestwig - (Brilon)

A 48AD Vulkaneifel - Coblence - AD Dernbach

A 49Cassel - Schwalmstadt - (Extension prévue et approuvée en direction de l'A5 près de Gemünden (Felda). Début des travaux en 2005)

### A 50 à A 59
A 52(Ruremonde) - Mönchengladbach - Düsseldorf - Essen
Gladbeck - Gelsenkirchen - Marl

A 56projet rejeté - voir B 56
Selfkant - Düren - Bonn - Waldbröl
A 57 Trans-Niederrhein-MagistraleGoch - Moers - Krefeld - Kaarst - Neuss - Cologne

A 59Dinslaken - Duisbourg
Düsseldorf - Leverkusen
Cologne - Bonn

### A 60 à A 69
A 60 Eifel-AutobahnWinterspelt - Bitburg - Wittlich
Bingen - Mayence - Rüsselsheim

A 61(Venlo) - Viersen - Mönchengladbach - Bergheim - Bad Neuenahr-Ahrweiler - Coblence - Worms - Ludwigshafen - Hockenheim

A 62Nonnweiler - Landstuhl - Pirmasens

A 63Mayence - Kaiserslautern

A 64Trèves - Grenzübergang Mesenich (prolongée par l'autoroute 1 à Luxembourg)
A 65Ludwigshafen - Neustadt - Landau - Kandel (- Lauterbourg - Strasbourg)

A 66 Rhein-Main-SchnellwegEltville - Wiesbaden - Francfort - Nordwestkreuz Francfort-sur-le-Main - Miquelallee
Kinzigtalautobahn: Frankfurt-Enkheim - Hanau - Fulda

A 67Rüsselsheim - Darmstadt - Viernheim

### A 70 à A 79
A 70 MaintalautobahnSchweinfurt - Bamberg - Bayreuth

A 71 Thüringer-Wald-AutobahnSangerhausen - Sömmerda - Erfurt - Suhl - Meiningen - Schweinfurt

A 72 Vogtlandautobahn(170 km) AD Bayrisches Vogtland/Hof - Plauen - Zwickau - Chemnitz
- (Leipzig) (en construction)

A 73 Frankenschnellweg, SüdwesttangenteSuhl - Eisfeld - Cobourg - Lichtenfels - Bamberg - Erlangen - Fürth - Nuremberg - Feucht

### A 80 à A 89
A 80Hittistetten - Ulm (actuellement une partie de la Bundesstraße 28, le projet de route Germersheim - Bruchsal - Stuttgart - Esslingen - Ulm - Autobahndreieck Hittistetten

A 81Wurtzbourg - Heilbronn - Stuttgart - Sindelfingen - Rottweil - Singen - (Constance) - Gottmadingen - (Schaffhouse (CH) - Zurich (CH))

A 82Karlsruhe - Pforzheim - Ditzingen - Stuttgart (projet reporté)
A 85Schwäbisch Hall - Backnang - Stuttgart - Metzingen - Riedlingen - Ravensbourg (projet annulé en 1980)

A 86 SchwarzwaldautobahnBreisach - Fribourg-en-Brisgau - Titisee-Neustadt - Donaueschingen - Tuttlingen - Riedlingen - Ulm - Langenau (prévue mais travaux arrêtés)

A 89Ulm - Laupheim - Biberach an der Riß - Bad Waldsee - Weingarten - Ravensbourg - Friedrichshafen (prévue mais projet annulé, remplacé par la mise en 2x2 voies de la Bundesstraße_30)

### A 90 à A 99
A 91Feuchtwangen - Donauworth - Augsbourg - Landsberg - Füssen (prévue mais travaux stoppés)
A 92AD M.-Feldmoching - AK Neufahrn - Landshut - Deggendorf

A 93Ostbayernautobahn: AD Hochfranken - Hof - Weiden - AK Forêt du Haut-Palatinat - Ratisbonne - AD Holledau
Inntalautobahn: Rosenheim/AD Inntal - Kufstein (- Innsbruck - Col du Brenner)

A 94Munich - Burghausen
Malching - Kirchham

A 95Munich - Garmisch-Partenkirchen

A 96Lindau - Wangen - Memmingen - Landsberg - Munich

A 98 VoralpenautobahnWeil am Rhein - Lörrach - Rheinfelden - (Bad Säckingen) - Waldshut-Tiengen - (Jestetten) - (Schaffhouse)
Singen- Stockach

A 99 Autobahnring München(AD Unterpfaffenhofen) - AK M.-West - AD M.-Feldmoching - AK M.-Nord - AK M.-Ost - AK M.-Süd

A 99a Eschenrieder SpangeAD M.-Allach - M.-Eschenried

### A 100 à A 199
A 100 Berliner StadtringSeestraße - AD Charlottenbourg - AD Funkturm - AK Schöneberg - AD Neukölln - (Frankfurter Allee)
A 103 Westtangente SteglitzSachsendamm - Wolfensteindamm/Schloßstraße
A 104 Ast der A 100 (Herabstufung)Konstanzer Straße - Schildhornstraße
A 105AK Reinickendorf - Kurt-Schumacher-Platz
A 111AK Oranienbourg - AD Charlottenbourg
A 113 Teltowkanal-Autobahn(AD Neukölln -) AD Treptow - Schönefelder Kreuz
A 114AD Pankow - Prenzlauer Promenade
A 115 AVUSAD Funkturm - Potsdam - AD Nuthetal
A 143AD Halle-Nord - AD Halle-Süd

### A 200 à A 299
A 210Rendsburg - Kiel
A 215Kiel - AD Bordesholm
A 226AD Bad Schwartau - Lübeck-Siems
A 241Wismar - Schwerin (devenue A14)
A 250Maschener Kr. - Lunebourg
A 252Hambourg-Georgswerder
A 253 Umgehung Hamburg-HarburgHambourg-Harburg
A 255 Abzweig VeddelHambourg-Veddel
A 261 Eckverbindung HarburgHambourg-Harburg
A 270Brême
A 280Bunde
A 281 Eckverbindung BremenBrême
A 293 Stadtautobahn OldenburgAK Oldenbourg-Nord - AD Oldenbourg-Ouest

### A 300 à A 399
A 352 Eckverbindung HannoverAD Hannover-Nord - AD Hannover-West
A 388AD Göttingen-Nord - Göttingen-Weende
A 391 Westtangente BraunschweigBraunschweig-Wenden - AD Braunschweig-Südwest
A 392 Nordtangente BraunschweigBraunschweig-Watenbüttel-Ost - Braunschweig-Hamburger Straße
A 395 Harz-AutobahnBrunswick - Wolfenbüttel - Vienenburg

### A 400 à A 499
A 430renommée A 40
A 443(Iserlohn) - Unna-Süd - AK Unna-Ost - Unna
A 445(Hamm) - Werl - Arnsberg-Neheim - (AD AR-Neheim)
A 480Wetzlar-Nord - Aßlar - Wetzlar-Blasbach
Wettenberg - Gießener Nordkreuz (Giessener Ring) - Reiskirchener Dr.
A 485Gießener Nordkreuz - Linden - Gießener Südkreuz - Langgöns

### A 500 à A 599
A 516AK Oberhausen - Oberhausen-Eisenheim
A 524AD Breitscheid - AK Duisbourg-Süd
[AK Krefeld-Oppum - Krefeld-Oppum]
A 535Sonnborner Kreuz - Wuppertal-Dornap - (Velbert) - (Essen)
A 540Jüchen - Grevenbroich
A 542Monheim - Langenfeld (Rheinland)
A 544Aachen-Europaplatz - AK Aachen
A 553AK Bliesheim - Brühl
A 555 Köln-Bonner AutobahnCologne - Bonn
A 559Cologne-Deutz - AK Gremberg - AD Cologne-Porz
A 560Sankt Augustin - Siegburg - Hennef
A 562 Südbrücke BonnBonn-Friesdorf - AK Bonn-Ost
A 565Bonn - Meckenheim - Grafschaft
A 571Ehlingen - AD Sinzig
A 573AD Bad Neuenahr-Ahrweiler - Bad Neuenahr

### A 600 à A 699
A 602Schweich - Trèves
A 620Sarrelouis - Sarrebruck
A 623Friedrichsthal - Sarrebruck
A 643Wiesbaden - Mayence
A 648 Wiesbadener Straße/Theodor-Heuss-AlleeEschborner Dreieck - Westkreuz Francfort - Opel-Rondell
A 650Bad Dürkheim - Ludwigshafen
A 652Kandel - Wörth am Rhein
A 656Mannheim - Heidelberg
A 659Viernheim - Weinheim
A 661 Taunusschnellweg/Osttangente FrankfurtOberursel - Bad Homburger Kreuz - Francfort-Riederwald - Offenbach - Egelsbach - (Darmstadt)
A 671 Süd-Main-SchnellwegWiesbaden - Mayence
A 672Griesheim - Darmstadt

### A 800 à A 899
A 831Stuttgart-Vaihingen - AK Stuttgart
A 833Umgebung von Böblingen/Sindelfingen, renommée B 464
A 861Karsau - Rheinfelden
A 862Neuenburg (- Colmar - Belfort - Montbéliard - Besançon) (partie de l'A 5)
A 864Donaueschingen - AD Bad Dürrheim

### A 900 à A 999
A 952(5 km) AD Starnberg - Percha
A 980(5 km) Waltenhofen - AD Allgäu
A 995 Autobahnring München(11 km) Munich-Giesing - Sauerlach - AK M.-Brunnthal
A 999 Mittlerer Ring München (périphérique de Munich)